# Ernst Schürer
Ernst Schürer (* 13. September 1933 in Löningen; † 18. Dezember 2021 in Morehead City, North Carolina, USA) war ein deutschamerikanischer Germanist und Professor für Deutsch u. a. an der Pennsylvania State University.

## Leben
Er wanderte im Alter von 22 Jahren zunächst nach Kanada  und später nach Texas aus, studierte an der University of Texas in Austin und erwarb den Ph.D. in deutscher Literatur an der Yale University. Von 1973 bis 1975 lehrte er dort als Professor für deutsche Sprache und Literatur, von 1975 bis 1978 an der University of Florida in Gainesville und ab 1978 bis zu seinem Ruhestand an der Pennsylvania State University, wo er auch Leiter des Fachbereiches für deutsche Literatur war.
Der Fachbereich Germanistik  und Slawistik der Pennsylvania State University erhielt 2024 eine anonyme Spende zur Ehrung der, wie die Universität selbst schreibt, herausragenden Karrieren von Manfred E. Keune [...] und dem verstorbenen Ernst Schürer, emeritierter Professor für Deutsch. In deren Namen will man nun eine Stiftung einrichten.
Seine Forschungsinteressen konzentrierten sich auf moderne deutsche Literatur und Lyrik mit den Schwerpunkten Expressionismus und Exilliteratur. Er studierte die Werke von Georg Kaiser, Carl Sternheim, Ernst Toller, Reinhard Sorge, Hermann Broch und B. Traven.

## Schriften (Auswahl)
- Metapher, Allegorie und Symbol in den Dramen Georg Kaisers. 1966, OCLC 70469499.
- Georg Kaiser und Bertolt Brecht. Über Leben und Werk. Frankfurt am Main 1971.
- B. Traven: Life and Work (mit Philip Jenkins). Penn State University Press, 1987. ISBN 978-0271003825
- The Berlin Wall: Representations and Perspectives (Studies in Modern German Literature). Peter Lang Publishing Inc. New York, 1997. ISBN 978-0820428840
- Gemeinsam mit Sonja Hedgepeth: Else Lasker-Schüler: Ansichten und Perspektiven = views and reviews. Francke Verlag, Tübingen Basel, 1999. ISBN 978-3772027352